# Parc éolien de Thanet
Le parc éolien de Thanet (ou parc éolien en mer de Thanet) est un parc éolien en mer situé à  11 km au large des côtes du district de Thanet, dans le Kent (Angleterre). C’était le second plus grand parc éolien en mer au monde en février 2012, derrière le parc éolien de Walney, Sa capacité installée (production maximum) est de 300 MW et sa construction a coûté entre 780 et 900 millions de livres sterling, (940 à 1 100 millions d’euros). Thanet fait partie des 15 projets Round 2 annoncés par le Crown Estate en janvier 2004.  Il a été officiellement lancé le 23 septembre 2010,.

## Description
Le projet couvre une superficie de 35 km2, les turbines étant séparées les unes des autres de 500 m en largeur et de 800 m en profondeur. La profondeur moyenne des eaux est de 20 à 25 m. Le projet a été autorisé le 18 décembre 2006. Sa capacité installée est de 300 MW, ce qui, selon l’opérateur gérant le parc, devrait permettre d’alimenter environ 240 000 foyers chaque année. Elle devrait générer 960 GWh par an d’électricité, ce qui signifie que le parc éolien a un facteur de charge attendu de 36,5 % et une densité de puissance moyenne de 3,1 W/m2.

## Taille actuelle et extension
Vattenfall a fait l’acquisition du projet en novembre 2008. Le 28 juin 2010, Vattenfall a annoncé avoir installé l’ensemble des turbines pour un démarrage fin 2010. La construction du parc éolien s’est effectivement terminée en septembre 2010,,.
En juin 2010, le Crown Estate a annoncé la possibilité que le parc éolien de Thanet soit agrandi pour ajouter 147 MW de capacité installée supplémentaire. Cependant, en octobre 2010, Vattenfall a indiqué l’abandon d’une telle extension, face au refus du Gouvernement britannique

## Critiques
Dans la mesure où la fabrication des éoliennes représente la majorité du coût du projet, et que le Royaume-Uni ne dispose pas d’usine de fabrication d’éoliennes, l’essentiel du travail a été sous-traité auprès de sociétés étrangères, ce qui fait que seuls 20 % de l’investissement sont allés à des entreprises britanniques, malgré les appels à créer une filière industrielle britannique de l’éolien.
Le climato-sceptique Christopher Booker estime que du fait de l’intermittence du vent, le parc éolien de Thanet ne produit que 75 MW en moyenne. Les propriétaires du parc recevront une subvention de 60 millions de livres sterling par an, en plus du coût de l’électricité compris entre 30 et 40 millions de livres du fait des Certificats d’obligation de production de renouvelables. En se fondant sur une durée de vie des éoliennes estimée à 20 ans, la subvention totale atteindra, selon Booker, 1,2 milliard de livres sterling (soit environ 1,5 milliard d’euros). Puisque seuls 21 emplois verts de longue durée ont été créés, la subvention par emploi créé se monte à environ 3 millions de livres par an (3,5 millions d’euros par an). Sans que cela ne remette en cause son raisonnement sur le montant de la subvention par emploi créé, il faut néanmoins préciser que l’estimation que fait Booker du facteur de charge du parc éolien de Thanet est nettement inférieure à celle annoncée par Vattenfall (36 %, soit 110 MW produits en moyenne sur l’année) et que la durée de vie estimée est également plus faible que d’autres estimations qui en sont faites (40 ans).